# Mahmoud Qassem
Mahmoud Qassem (Arabic:محمود قاسم) (sinh ngày 8 tháng 9 năm 1987) là một cầu thủ bóng đá người Các Tiểu vương quốc Ả Rập Thống nhất. Hiện tại anh thi đấu cho Hatta.